# Nippocryptus vittatorius
Nippocryptus vittatorius är en stekelart som först beskrevs av Louis Jurine 1807.
Nippocryptus vittatorius ingår i släktet Nippocryptus och familjen brokparasitsteklar. Inga underarter finns listade i Catalogue of Life.